# AN-M57
AN-M57 – amerykańska bomba burząca wagomiaru 250 funtów. Prace nad tą bombą rozpoczęto w 1938 roku. Była stosowana podczas II wojny światowej przez lotnictwo US Navy i USAAC. Po wojnie znalazła się na uzbrojeniu pozostawała na uzbrojeniu USAF i US Navy, oraz lotnictwa krajów NATO. Wycofana z uzbrojenia w 60.
Bomba AN-M57 miała pomalowany na oliwkowo korpus z żółtym pasem naokoło nosa i ogona. Bomba była uzbrojona dwoma zapalnikami głowicowym (AN-M103, M110 lub M118) i tylnym (AN-M100A2 lub M112A1).

## Bibliografia

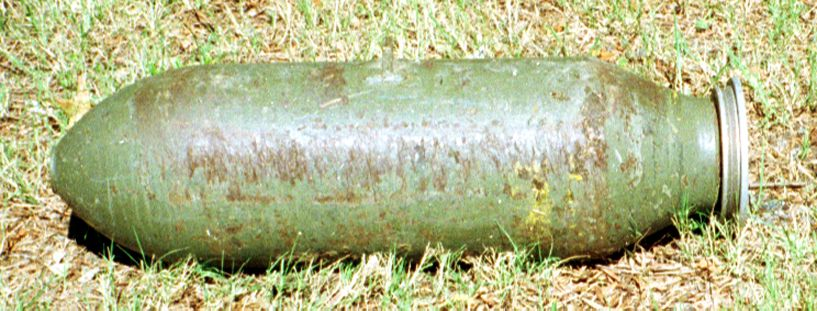
Niewybuch bomby AN-M57